# Ernst Beyeler
Pour les articles homonymes, voir Beyeler.
Ernst Beyeler, né le 16 juillet 1921 à Bâle et mort le 25 février 2010 à Riehen dans la banlieue bâloise, est un galeriste, collectionneur d'art et mécène suisse.

## Biographie
Parallèlement à ses activités de galeriste, Ernst Beyeler a mené une activité de marchand et de collectionneur et a constitué avec son épouse Hildy, décédée en 2008, une des plus importantes collections d'art moderne, représentative de l'art du XXe siècle.

### De la galerie à la fondation
Il entreprend dès 1940 des études d'économie et d'histoire de l'art à l'université de Bâle. Dans le même temps, il travaille dans la librairie d'Oskar Schloss, antiquaire, Juif allemand réfugié en Suisse. Au décès de l'ancien propriétaire, en 1945, il rachète la librairie et la transforme en galerie. En 1947, il organise une première exposition de gravures japonaises sur bois.
À partir de 1951, les expositions se succéderont sans interruption. Entre 1959 et 1965, il fait l'acquisition d'une partie de la collection Thompson (Pittsburgh), soit 340 œuvres de Cézanne, Monet, Picasso, Matisse, Léger, Miró, Mondrian, Braque, Giacometti,. En 1966, Beyeler rend visite à Picasso dans son atelier de Mougins ; sa notoriété et ses relations d'amitié dans le milieu des artistes sont telles que Picasso lui laisse choisir 26 tableaux. Il les montre aussitôt en deux expositions. Le gouvernement bâlois accorde alors un crédit pour l'achat de deux tableaux : Deux frères et L'Arlequin assis.
En 1971, Beyeler est cofondateur de la foire internationale Art Basel, dont il s'occupera jusqu'en 1992.
En 1972, il rachète à Nina Kandinsky une centaine de toiles, d'aquarelles et de dessins. Un tel fonds assurera sa fortune grâce aux plus-values dues à l'euphorie du marché de l'art.
En 1982, il cède sa collection d'œuvres d'art à la fondation Beyeler. En 1991, l'architecte italien Renzo Piano élabore le projet de construction du musée (55 millions de francs suisses) destiné à recevoir la collection à Riehen. Il est inauguré en 1997, puis agrandi en 2000.
Le 12 novembre 2001, il crée la fondation L’art pour la forêt tropicale dont le but est de contribuer à la protection de ces forêts grâce aux moyens du commerce de l'art.
La fondation Beyeler a été impliquée dans le débat sur les œuvres volées pendant la guerre par les nazis. En 2002, elle a trouvé un arrangement extrajudiciaire avec les héritiers de l'ancien propriétaire d'une peinture de Kandinsky.

### Postérité
En juin 2007, Ernst Beyeler confie les rênes de sa fondation et le pilotage du musée à Samuel Keller, faisant de lui son héritier spirituel. Après le décès de son épouse en 2008, il se retire. Le couple n'a pas eu d'enfants et avait décidé, en 1982, de donner sa collection selon la loi suisse sur les fondations. 
L'ensemble de la collection est évalué entre 1,3 et 2 milliards de francs suisses.
De même que la galerie bâloise a fermé et que son fonds a été dispersé aux enchères fin mai 2011, une partie de la collection est vendue les 21 et 22 juin chez Christie's, à Londres, afin de financer le fonctionnement de la fondation de Riehen.

### Prix et distinctions
- 1985 : Chevalier de l'ordre des Arts et des Lettres, Paris[8]
- 1987 : Docteur honoris causa en philosophie de l'université de Bâle[8]
- 1998 : Chevalier de la Légion d'honneur, Paris en 1998[8]
- 2008 : Lauréat du Swiss Award pour la culture

## Source
- « Le collectionneur d'art Ernst Beyeler est décédé », article du 26 février 2010, sur le site tsr.ch, consulté le 26 février 2010
- Marchand d'art, Ernst Beyeler, (66 minutes, 2007) un film de Philippe Piguet et Thomas Isler, produit par Bix Films et Freihaendler pour ARTE, France 3, TSR et SF (http://www.sanchoetcompagnie.fr/film/marchand-dart-ernst-beyeler/)